# Mickey au camp de Gurs
Mickey au camp de Gurs est une bande dessinée satirique française réalisée en 1942 par Horst Rosenthal, dessinateur juif d’origine allemande interné au camp de Gurs en France pendant la Seconde Guerre mondiale. Le personnage principal est Mickey Mouse, représenté comme arrêté pour suspicion d’appartenance juive, puis envoyé dans le camp. Rosenthal a explicitement indiqué sur la couverture : « publié sans autorisation de Walt Disney ».
L’œuvre, inédite durant plus de 70 ans, a été publiée pour la première fois en 2014 par Calmann-Lévy et le Mémorial de la Shoah, dans un recueil intitulé Mickey à Gurs : Les carnets de dessin de Horst Rosenthal. Elle est aujourd’hui considérée comme l’un des premiers exemples connus de bande dessinée sur la Shoah.

## Synopsis
Dans Mickey au camp de Gurs, Mickey Mouse est arrêté par la gendarmerie française pour absence de papiers d’identité. Devant le juge, il affirme ne pas connaître sa mère, et avoir pour père Walt Disney. Interrogé sur sa judéité, il répond ne pas savoir. Le juge conclut qu’il est probablement juif et le fait interner à Gurs.
Sur place, Mickey découvre les conditions de vie dégradantes du camp, où les rations alimentaires sont presque invisibles, et où certains détenus semblent collaborer avec l’administration. Finalement, tirant parti de sa nature de personnage de dessin animé, il décide de s'effacer lui-même avec une gomme et de se redessiner marchant vers l’Amérique :

« Et donc, puisque je ne suis rien d’autre qu’un dessin, je me suis effacé d’un coup de gomme... et... tada !!! La police pourra toujours venir me chercher au pays de la lib... té, égal... té et frat... té (je parle de l’Amérique !). »

— dernier panneau de la BD, traduction d’Alister Wedderburn

## Caractéristiques de l’œuvre
La BD est un livret de 15 pages, structuré en 13 cases, illustré à l’encre noire et à l’aquarelle sur papier A5. Le style graphique oscille entre noir et blanc et couleur. Certaines pages comportent des photographies collées, comme une vue aérienne du camp de Gurs ajoutée dans la quatrième case.

## Histoire éditoriale
Après la déportation et l’assassinat de Rosenthal à Auschwitz en septembre 1942, le livret est conservé et remis en 1978 au Centre de documentation juive contemporaine (CDJC) à Paris par la famille Hansbacher. Il est mentionné en 2011 par Art Spiegelman, auteur de Maus, dans MetaMaus.
La publication officielle de Mickey au camp de Gurs date de 2014, accompagnée de deux autres BD réalisées par Rosenthal à Gurs. L’édition est dirigée par Joël Kotek et Didier Pasamonik.

## Analyse
L’ouvrage a été salué comme un exemple saisissant de métatextualité, mêlant humour noir, critique politique et surréalisme kafkaïen. Glyn Morgan y voit un mélange de Disney et d'Hergé, soulignant son caractère parodique. Kjell Knudde parle d’un « étrange mélange d'innocence enfantine et de réalité politique brutale ». Bernard Marx y voit un « témoignage émouvant et décalé des horreurs vécues ».
Plusieurs auteurs comparent cette œuvre à Maus. Hillary Chute parle d'un « précurseur saisissant », tandis que Lisa Naomi Mulman souligne la représentation graphique du Juif en souris, en écho aux représentations déshumanisantes nazies. Robert G. Weiner et Lynne Fallwell notent que le recours à Mickey Mouse montre comment les Juifs sont perçus comme « l'Autre », voire comme sous-humains. Richard Barsam rappelle que dans le film de propagande nazi Le Juif éternel, les Juifs étaient comparés à des rats.
Enfin, Stephen Feinstein insiste sur l’ironie du message « publié sans autorisation de Walt Disney », montrant que les droits d’auteur sont parfois mieux protégés que les vies humaines. Alister Wedderburn voit dans l’effacement final du personnage une métaphore poignante : Mickey s’échappe, mais son auteur, lui, ne le pourra pas.